# Орнатовский, Иван
Иван Орнатовский (по старому правописанию «Иванъ Орнатовскій»; 1783 или 1784 г., место рождения неизвестно — дата и место смерти неизвестны) — харьковский грамматик, представитель универсалистско-логического направления. Признание получил одним трудом: «Новейшее начертание правил российской грамматики, объединённых на принципах общей» (1810).

## Биография
Единственный имеющийся источник биографических сведений об Иване Орнатовском — список преподавателей Харьковского коллегиума за 1808/1809 учебный год. Он хранится в Санкт-Петербурге (РГИА, ф. 802, оп. 1, спр. 106). Согласно этому документу, Орнатовский, малоросс, духовного состояния, был выпускником того же Харьковского коллегиума. В феврале 1809 года ему было 25 лет (что и позволяет приблизительно вычислить год его рождения). В коллегиум Орнатовский попал после окончания Екатеринославской духовной семинарии. Поскольку в 1804 году переведён в Екатеринослав из Полтавы, можно предположить, что Орнатовский происходил именно оттуда или из близлежащих земель. Как один из лучших студентов коллегиума, он также отбыл стажировку в Киево-Могилянской академии. В 1808/09 учебном году он преподавал в старших классах грамматику, математику и греческий язык. Впрочем, список преподавателей коллегиума за следующий год его фамилии уже не содержит. Очевидно, Орнатовский выбрал себе другой карьерный путь: официальный орган «Санктпетербургскія Сенатскія Вѣдомости» сообщал в 18-м номере за 7 мая 1810 г. (с. 231) о предоставлении бывшему преподавателю Харьковского коллегиума Орнатовскому чина коллежского регистратора. В ту пору Орнатовский уже служил в «Канцелярии дежурного при Военном Министре Генерале». После этого известия следы его теряются. В некоторых изданиях Орнатовский назван профессором Харьковского университета, но это не соответствует действительности.

## Научная деятельность
Универсальные или общие грамматики в России получили распространение в результате образовательной реформы, осуществленной в первые годы царствования Александра I. Ей предусматривалось, в частности, использование именно такого рода учебников в преподавании грамматики. Среди ряда тогдашних изданий, вышедших из-под пера Ивана Рижского. Тимковского, Л. Г Якоба и др., грамматика Орнатовского была самой значимой с теоретической точки зрения.

## Произведения
- Новѣйшее начертаніе правилъ Российской грамматики, на началахъ всеобщей основанныхъ. — Харьковъ, 1810 (перепечатка в изд.: Texts and Studies on Russian Universal Grammar / Ed. by J. Biedermann, G. Freidhof. — München, 1984. — Vol. I).